# Arrondissements de Saône-et-Loire

Les arrondissements de Saône-et-Loire depuis 2017.

Le département de Saône-et-Loire comprend cinq arrondissements.

## Composition
| Nom                                | Code Insee | Superficie (km2) | Population (dernière pop. légale) | Densité (hab./km2) | Modifier             |
| ---------------------------------- | ---------- | ---------------- | --------------------------------- | ------------------ | -------------------- |
| Arrondissement d'Autun             | 711        | 1 994,30         | 125 580 (2022)                    | 63                 | modifier les données |
| Arrondissement de Chalon-sur-Saône | 712        | 1 484,50         | 155 349 (2022)                    | 105                | modifier les données |
| Arrondissement de Charolles        | 713        | 2 443,80         | 84 782 (2022)                     | 35                 | modifier les données |
| Arrondissement de Louhans          | 714        | 1 430,20         | 67 587 (2022)                     | 47                 | modifier les données |
| Arrondissement de Mâcon            | 715        | 1 221,90         | 115 838 (2022)                    | 95                 | modifier les données |
| Saône-et-Loire                     | 71         | 8 575,00         | 549 136 (2022)                    | 64                 | modifier les données |

## Histoire
- 1790 : création du département de Saône-et-Loire avec six districts : Autun, Bellevue-les-Bains, Châlon sur Saône, Charolles, Louhans, Mâcon, Semur
- 1790 : le district de Semur devient celui de Marcigny
- 1800 : création des arrondissements : Autun, Chalon-sur-Saône, Charolles, Louhans, Mâcon
- 1926 : suppression de l'arrondissement de Louhans
- 1942 : restauration de l'arrondissement de Louhans
- 2017 : modification des limites pour être en cohérence avec les intercommunalités, 61 communes changent d'arrondissement[1]